# جايسون وليامز
جايسون وليامز (بالإنجليزية: Jason Williams)‏ (28 سبتمبر 1995 إزلنغتون المملكة المتحدة - ) هو لاعب كرة قدم بريطاني يلعب كمهاجم.

## روابط خارجية
- جايسون وليامز على موقع قاعدة بيانات كرة القدم.إي يو (الإنجليزية)
- جايسون وليامز على موقع Soccerbase.com (لاعب) (الإنجليزية)
- جايسون وليامز على موقع Soccerway.com (الإنجليزية)